# The Anchor
《The Anchor》는 대한민국의 음악가 셔틀루프의 첫 번째 정규 음반이다. 수록곡은 총 여덟 곡으로 구성되어 있으며, 2015년 9월 9일 발매되었다.

## 수록곡
| #  | 제목                                                  | 작사           | 작곡                   | 재생 시간 |
| -- | ----------------------------------------------------- | -------------- | ---------------------- | --------- |
| 1. | 〈Rise Up〉                                           | 이기홍, 조수홍 | 이기홍, 조수홍, 성진산 | 1:52      |
| 2. | 〈I'm Pretty Sure Every Fade Out Means Happy Ending〉 | 이기홍         | 이기홍, 조수홍, 성진산 | 3:22      |
| 3. | 〈Perfect Avenue〉                                    | 이기홍         | 성진산                 | 3:38      |
| 4. | 〈Stella〉                                            | 이기홍         | 성진산                 | 5:04      |
| 5. | 〈Borromini〉                                         | 조수홍, 이기홍 | 성진산                 | 5:05      |
| 6. | 〈This is a Winter Song〉                             | 이기홍         | 성진산, 이기홍         | 4:06      |
| 7. | 〈The Anchor〉                                        | 이기홍         | 이기홍, 조수홍, 성진산 | 3:14      |
| 8. | 〈Here With Me〉                                      | 조수홍, 성진산 | 성진산                 | 4:57      |

## 참여
이 목록은 셔틀루프 공식 홈페이지에서 발췌하였다.
- 성진산 - 프로듀서, 기타, 보컬, 드럼, 프로그래밍, 디지털에디트, 녹음, 아트디렉터, 디자인
- 이기홍 - 보컬, 신디사이저, 녹음
- 조수홍 - 베이스, 보컬, 프로그래밍, 믹싱, 마스터링
- 박주현 - 기타, 보컬